# Pokój paryski (1763)
Pokój paryski – traktat pokojowy podpisany w Paryżu 10 lutego 1763 przez Wielką Brytanię, Francję i Hiszpanię. Traktat ten, razem z traktatem podpisanym 15 lutego w Hubertusburgu przez Prusy, Austrię i Saksonię, zakończył wojnę siedmioletnią (1756–1763).
Traktat potwierdził druzgocące zwycięstwo Wielkiej Brytanii nad Francją i Hiszpanią. Postanowienia traktatu potwierdziły zajęcie przez Wielką Brytanię większości terytoriów imperium kolonialnego Francji, stworzonego w XVII i XVIII wieku. Zwycięstwo Wielkiej Brytanii polegało też na korzystnej zamianie Florydy (otrzymali ją Brytyjczycy) na Hawanę i udział w rozbiorze Luizjany, co doprowadziło do usunięcia hiszpańskiego rywala ze wschodniego wybrzeża Ameryki Północnej i utworzenia wielkiej kolonii. W ten sposób kolonialne imperium brytyjskie objęło posiadłości pozaeuropejskie i władztwo mórz, co stało się podstawą supremacji Wielkiej Brytanii w skali globalnej.

## Postanowienia dotyczące Ameryki Północnej
Francja utraciła niemal wszystkie swoje posiadłości w Ameryce Północnej.
- Wielka Brytania przejęła tzw. Nową Francję, z wyjątkiem niewielkiego archipelagu Saint Pierre i Miquelon.
- Pozostałą część francuskiego imperium kolonialnego w Ameryce Północnej – Luizjanę, podzielono między Wielką Brytanię a Hiszpanię. Hiszpania przejęła część kolonii na zachód od Missisipi oraz port Nowy Orlean, zaś Wielka Brytania uzyskała resztę Luizjany.
- Hiszpania oddała na rzecz Brytyjczyków Florydę.

## Postanowienia dotyczące Karaibów
- Wielka Brytania przejęła na Karaibach wyspy: Saint Vincent, Dominika, Tobago, Grenada i Grenadyny.
- Wielka Brytania oddała Francji Gwadelupę i Martynikę, wyspy zdobyte w trakcie wojny.
- Hiszpania odzyskała, zajętą przez Brytyjczyków w czasie wojny, Hawanę.

## Postanowienia dotyczące Afryki
- W Afryce Zachodniej Wielka Brytania uzyskała Senegal.

## Postanowienia dotyczące Europy
- Na Morzu Śródziemnym Francja musiała zwrócić Wielkiej Brytanii zdobytą w trakcie wojny Minorkę.
- W Niemczech Francja musiała wycofać swoje wojska z okupowanych obszarów Hanoweru, Brunszwiku, Hesji i Prus.

## Postanowienia dotyczące Indii
- W Indiach Francja musiała oddać wszystkie miasta i twierdze zajęte po 1749.